# Електроенергетика Бельгії

## Загальна характеристика
Серед під'єднаних до загальнонаціональної енергосистеми потужностей (станом на квітень 2016 р.) перше місце з 39 % займає атомна енергетика, на другому місці електростанції на природному газі — 31 %, далі йдуть гідроенергетика (9 %), вітрові та вугільні станції (по 6 %). Теплова електроенергетика на інших видах палива (промислові та побутові відходи, біомаса, продукти нафтопереробки) відповідальна за останні 8 %. За даними оператора бельгійської енергосистеми Elia, загальна потужність таких станцій становить 14516 МВт (в тому числі не менше 1023 МВт від ТЕЦ та 875 МВт у сфері вітроенергетики).
Для порівняння, станом на середину 2007 року цей показник становив 16592 МВт (в тому числі не менше 609 МВт ТЕЦ та 27 МВт ВЕС). Зменшення загальної потужності є результатом європейського процесу енергетичної трансформації, спрямованого на зменшення викидів парникових газів та розвиток відновлюваної енергетики. В його межах Бельгія перш за все зосередилась на виведенні з експлуатації вугільних та застарілих газових станцій, з одночасним розвитком когенерації, вітрової та сонячної енергетики. Тому, окрім під'єднаних до мережі Elia, останнім часом з'явилось чимало потужностей, що сполучені лише з дистрибуційними мережами або взагалі працюють в автономному режимі. Так, у 2015 році сонячна генерація досягла рівня 3200 МВт, вітрова 2229 МВт, тоді як когенерація перевищила 2700 МВт (на 2012 рік). Як наслідок, загальні потужності електрогенерації Бельгії наразі становлять близько 20,5 ГВт (хоча, звичайно, коефіцієнт використання встановленої потужності для відновлюваної енергетики значно, інколи в рази, нижче від аналогічного показника традиційної генерації).
Що стосується споживання електроенергії в Бельгії, то починаючи з 90-х років воно зростало та досягло у 2004 році 87,6 млрд кВт-год. Проте наступного року цей показник почав скорочуватись, і станом на 2015 рік становив менше ніж 81 млрд кВт-год. Значною мірою це стало наслідком впровадження заходів економії у домогосподарствах, як скоротили свою потребу в електроенергії на 22 % лише за період з 2005 по 2010 рр.
Таким чином, динаміка споживання в Бельгії сприяє проведенню енергетичної трансформації. Проте суспільний тиск, спрямований на найшвидше закриття атомної генерації, призвів до набагато більшого скорочення виробництва аніж це було б у разі виведення з експлуатації лише застарілих електростанцій на викопному паливі. Так, лише за 2015 рік виробництво електроенергії зменшилось на 8 %, в тому числі на АЕС на 23 %.Якщо ще 2009 року виробництво становило 87 млрд кВт-год, що надавало можливість не лише задовольняти внутрішні потреби, але й здійснювати експорт на рівні 2 млрд кВт-год, то 2015 року нетто-імпорт становив 21 млрд кВт-год, що покривало 26 % внутрішнього споживання.
Такі різкі зміни можливі завдяки аналогічним процесам енергетичної трансформації в інших країнах ЄС, що створило надлишок енергогенеруючих потужностей. З метою покриття можливого дефіциту оператор бельгійської енергосистеми Elia провадить роботу з підсилення інтерконнекторів, які забезпечують імпорт електроенергії. Так, технічні можливості на кордоні з Нідерландами зросли зі 2750 МВт у зимовий період 2014/2015 до 3400 МВт взимку 2015/2016.

## Електроенергетика на природному газі
Невдовзі після відкриття у сусідніх Нідерландах гігантського газового родовища Гронінген, бельгійці спорудили цілий ряд електростанцій на даному виді палива. Так, в 70-х роках вугільні ТЕС Awirs та Ruien доповнили енергоблоками № 5 та № 6 відповідно, кожен потужністю 294 МВт. А в 1976—1977 стала до ладу газова ТЕС Kallo, що складалась з двох блоків по 280 МВт. Всі ці потужності відносились до класичних електростанцій.
Проте тоді ж здійснили й перші кроки у побудові парогазових електростанцій. Так, 1969 року з'явилась експериментальна Angleur 1, друга парогазова станція в Європі після австрійської Korneuburg, потужністю 51,5 МВт. У 1976 на тій же площадці звели Angleur 2 потужністю 120 МВт. Первісно вона використовувалась в базовому режимі, проте через певний час була переведена до маневрових потужностей з навантаженням близько 5 годин на день (як Angleur 3). Після 30-річної експлуатації, блок Angleur 2/3 завершив роботу 2015 року.
Інший парогазовий блок створили в 1976 році на базі ТЕС Drogenbos 1, спорудженої аж в 1947 для спалювання вугілля та згодом переведеної на нафту. З її трьох парових турбін по 37 МВт залишили одну, яку доповнили газовою турбіною. Загальна потужність енергоблоку становила 119 МВт, а паливна ефективність 42 %. З самого початку він був призначений діяти у маневровому режимі — газова турбіна виходила на повний режим за 15 хвилин, парова за 40. Після 10 років постійної експлуатації такого роду із 156 запусками на рік в середньому, блок перевели до оперативного резерву. 2015-го було анонсоване його виведення з експлуатації, проте станом на квітень 2016 року Drogenbos 1 (із зменшеним до 48 МВт номіналом) ще рахується оператором бельгійських енергосистем у складі діючих потужностей.
Після певної перерви, у 90-х роках розпочалось активне будівництво нових парогазових електростанцій, тепер вже значно більшої потужності. Першою стала Drogenbos 2, дві парові та одна газова турбіна якої могли видавати в мережу 460 МВт. Наступного року її доповнила однотипна Seraing, а у 1998 стали до ладу одразу два блоки — так само 460 МВт-ний Herdersbrug та Ringvaart потужністю 357 МВт.  Наприкінці 20 століття до них приєдналась п'ята нова парогазова станція Saint-Ghislain (350 МВт, введена в експлуатацію у 2000 році).
Посилення теплової генерації за рахунок парогазових установок продовжилось і у наступному десятилітті. 2001 року енергосистема країни була доповнена об'єктом Vilvoorde. Останній побудували не з нуля, а з використанням можливостей вугільного енергоблоку Verbrande Brug 3. Побудований аж в 1959 році, у 80-х він зазнав аварії із втратою своєї 140 МВт-ної парової турбіни. Встановлена у 1986 році нова турбіна мала достатньо гарні характеристики, щоб доповнити її іншими об'єктами та із меншими ніж звичайно витратами отримати парогазовий блок 386 МВт. Енергетична ефективність після такої докорінної модернізації зросла з 38 до 56 %.
У 2005 році енергосистема країни поповнилась 384 МВт-ним блоком Zandvliet, 2008-го почалась експлуатація Amercoeur 1 (побудований на місці вугільного блоку, але на відміну від Vilvoorde використане лише допоміжне та мережеве господарство), у 2011 році став до ладу T-power Beringen (422 МВт), а завершилась ця серія нових парогазових станцій наступного року із введенням в дію Marcinelle (405 МВт).
Окрім енергетичних об'єктів, призначених для роботи у базовому режимі, звернули увагу і на забезпечення пікових потужностей. Для цього у 2008 році запустили проект Ham-Gent 3, що являв собою перетворення 27 МВт-ної станції, що працювала на дизельному пальному, на площадку для 2-х газових турбін із загальною потужністю 116 МВт. Постачальником турбін стала компанія Rolls-Royce, яка запропонувала Trent 60 (модифікацію двигуна для літаків Boeing 777). У 2012 році такі саме дві турбіни, але із збільшеною до 128 МВт загальною потужністю, встановили на площадці електростанції Angleur, де вони утворили новий блок № 4.
Введення нових потужностей дозволило розпочати демобілізацію застарілих. Першою у 2010 році закрили обидва енергоблоки ТЕС Kallo, а в 2013 були зупинені Awirs 5 та Ruien 6. Таким чином, в експлуатації у базовому режимі залишались лише найбільш ефективні парогазові блоки, найстарішому з яких було 20 років, а 40 % потужностей мали не більше 8 років. Крім того, до маневрових потужностей відносились один парогазовий блок (Angleur 3) та кілька газових турбін (і серед останніх всі, за виключенням турбіни, що залишилась від блоку-ветерана Drogenbos 1, відносились до найсучаснішого обладнання).
Проте саме в цей момент бельгійську, як втім і майже всю європейську, газову генерацію спіткала серйозна проблема, опосередковано пов'язана з розпочатими з екологічних підстав процесами масштабної «енергетичної трансформації». Хоча саме електростанції на природному газі були найбільш екологічними серед працюючих на викопному паливі, проте ціни на вуглеводні залишались високими. Тоді як на тлі спадаючого європейського попиту енергетичне вугілля дешевшало, що робило модернові парогазові блоки неконкурентоздатними в порівнянні із залишками вугільної генерації. Як наслідок, вже у 2014 році Бельгія вивела з експлуатації перші дві потужні парогазові станції, Seraing (1994 року побудови, у 2012 відпрацювала лише близько 1000 годин) та Vilvoorde (2001 рік, проте, як писалось вище, створена з використанням частин потужностей 80-з років). Втім, обидві поки не підлягали фізичній демобілізації та до завершення зимового сезону 16/17 переводились у стратегічний резерв — за що власник отримував від енергосистеми певну абонентську плату.
Того ж 2014 року вивели з базового режиму ТЕС Herdersbrug. Відтепер вона працювала для покриття пікових навантажень, забезпечуючи спочатку 320 МВт, а в наступному році — вже лише 167 МВт (втім, її парові турбіни були лише законсервовані, так що оператор енергосистеми продовжує враховувати в балансі всю повну потужність станції на рівні 465 МВт). 2015-го відносно цієї ТЕС, так само як і щодо іншої парогазової станції побудови 90-х років Drogenbos 2 (разом з маневровою турбіною — залишком від Drogenbos 1) оголосили плани закриття.
Таким чином, за період з 2005 року демобілізували або оголосили про майбутнє виведення з експлуатації газових енергоблоків сумарною потужністю 3082 МВт, тоді як введення нових об'єктів становило лише 1906 МВт. При цьому із описаної вище економічної причини подальше спорудження парогазових станцій фактично припинилось. Хоча станом на 2014 рік було видано ліцензії на 12 блоків із сумарною потужністю 5125 МВт, проте за жодним з проектів не почались навіть підготовчі будівельні роботи. Станом на квітень 2016 року перелік таких ліцензій на сайті оператора бельгійської енергосистеми скоротився (як зрозуміло, не з причини їх реалізації) до 11 на 4660 МВт. Таким чином, незважаючи на виведення з експлуатації вугільної та атомної генерації, електростанції на природному газі поки не змогли скористатись ситуацією та зайняти вивільнену нішу.

## Вугільна електроенергетика
Вугільні електростанції тривалий час становили основу бельгійської електроенергетики, поки не поступились атому та електростанціям на газі. Проте станом на 2005 рік вони все ще відігравали суттєве значення: в експлуатації знаходилось 7 станцій (10 енергоблоків) з загальною потужністю 1658 МВт (ще 124 МВт перебували у консервації), що становило приблизно 10 % від усієї генерації. Втім, загальноєвропейський процес так званої «енергетичної трансформації» неминуче веде до завершення вугільної енергетики Бельгії.
Першим після згаданої дати вибув із складу генерації енергоблок № 4 ТЕС Les Awirs, потужністю 126 МВт. Побудований у 1967 році з розрахунку на використання нафти як основного палива, в 1982 він був переведений на спалювання вугілля. 2005 року енергоблок переобладнали для спалювання біомаси.
ТЕС Monceau-sur-Sambre, заснована у 1921 році, була однією з найстаріших електростанцій Бельгії. Після 1983 року тут продовжував працювати лише енергоблок № 3 потужністю 92 МВт з паливною ефективністю 42 %. Непропорційно великі викиди СО2 призвели до того, що у 2007 році ТЕС була закрита однією з перших в межах боротьби з емісією парникових газів.
Наступним став блок № 2 електростанції Amercoeur потужністю 127 МВт. Його зупинили в 2009 році з наміром докорінної модернізації на об'єкт, що працює на природному газі — за зразком однотипного блоку № 1, що був зупинений ще у 2000 році та перетворений на парогазову електростанцію.
В 2010 році вивели з експлуатації вугільну електростанцію Mol, єдиний працюючий енергоблок № 2 якої мав потужність 130 МВт (і ще один блок 124 МВт перебував в резерві). Завод побудови 60-х років не мав надалі можливості відповідати вимогам до сучасної енергетики.
Паралельно з закриттям застарілих потужностей, продовжились спроби використати їх залишковий потенціал під більш ощадливі для довкілля напрями. В 2005—2008 роках на 268-ми мегаватному вугільному енергоблоці Rodenhuize 4 розпочали часткове спалення біомаси. Логічним завершенням процесу стало його переведення у 2011-му на виключне використання нового виду палива.
В 2012 році справа дійшла електростанції Ruien — тоді закрили блоки № 3 та № 4 потужністю 129 та 125 МВт відповідно. Наступного року був виведений з експлуатації енергоблок № 5 потужністю 190 МВт (або 290 МВт при роботі на природному газі). Разом з ним припинив свою роботу Ruien № 7 — додана у 2002 році до енергоблоку № 5 газова турбіна потужністю 43 МВт, що частково працювала на газифікації біомаси. Певний час п'ятий блок залишався в резерві, проте станом на початок 2016 року оператор бельгійської енергосистеми він вже не рахує його серед доступних потужностей.
Останнюю вугільною електростанцією Бельгії залишається Лангерло. Цей об'єкт із двох блоків загальною потужністю 470 МВт (плюс дві газові турбіни, які додають 86 МВт і не можуть працювати без основних вугільних потужностей) запланований до переведення на біопаливо, про що власник домовився в 2015 році з виробником деревних пеллет German Pellets. Станом на квітень 2016 року станція продовжує рахуватись на сайті бельгійських енергосистем як діюча, проте її вибуття з розряду вугільної генерації країни видається неминучим.
Із завершенням діяльності Лангерло як вугільної електростанції, відповідний напрям генерації у Бельгії стане історією.

## Теплова електроенергетика на іншому паливі

### Промислові гази
Стародавня історія бельгійської важкої промисловості логічним чином викликала необхідність використання побічних продуктів металургійного виробництва як джерела електроенергії. Втім, як і з вугільною генерацією, з огляду на екологічний аспект це джерело має скінченну протяжність у межах загальної політики розвитку країни.
Не пізніше 2007 року зупинили електростанцію при домні HF4. Вона не мала власного котельного цеху та працювала з використанням пари від ТЕС Monceau-sur-Sambre, що подавалась трубопроводом. Зупинка ТЕС, а потім і закриття у 2008 році доменного переділу, остаточно поставило крапку на цьому об'єкті генерації.
Енергоблок  Amercoeur 2, який згадувався у розділі про вугільну генерацію, міг спалювати також коксівний газ. Після його виведення з експлуатації у 2009 році бельгійська генерація більше не використовувала відходи коксівного виробництва.
Крім того, станом на середину 2007 року згідно з даними оператора бельгійської енергосистеми ще працювали елекстростанції на доменному газах — енергоблоки Rodenhuize 2 та 3 (по 137 МВт кожен, як друге паливо виступала нафта) та ТЕЦ Charleroi (137 МВт). До 2016 всі вони були закриті.
Втім, історія бельгійської генерації на промислових газах поки продовжується. У 2010 році енергетична компанія Engie та металургійний гігант Arcelor Mittal запустили спільний проект — електростанцію на доменному та конвертерному газах. Інвестиції в проект становили 400 мільйонів євро, в тому числі частка металургів досягла 90 мільйонів. ТЕС Knippegroen має потужність 305 МВт та може щорічно виробляти 2,4 млрд кВт-год. електроенергії. Проект був реалізований на площадці раніше згаданої у цьому ж розділі ТЕС Rodenhuize, блок № 3. Енергетична ефективність нової станції становить 42 %.

### Біомаса
Використання біомаси для виробництва електроенергії перш за все було пов'язане зі спробами власників вугільних електростанцій продовжити термін їх експлуатації, використати вже наявні потужності.
Першим на біомасу перевели енергоблок Les Awirs 4. Загальна потужність при цьому зменшилась зі 125 до 80-ти МВт. Тепер при коефіцієнті ефективності 34 % він може виробляти до 0,56 млрд кВт-год. електроенергії на рік.
Наступним став блок Rodenhuize № 4. Первісно спроектований під вугілля, у 2005—2008 об'єкт був переведений на часткове спалювання біомаси, а повністю на нове паливо він перейшов у 2011-му (при цьому потужність також зменшилась з 268 до 180-ти МВт). На початку 2014 року станція зупинилась через проблеми із отриманням необхідних екологічних сертифікатів, проте вже восени виробництво відновилось. Значне споживання біомаси робить одним з найголовніших завдань пошук її надійних джерел — так, 30 % від потреб повинен покривати довгостроковий контракт на постачання пеллет з компанією Pacific BioEnergy аж з Британської Колумбії (Канада).
У зв'язку з закриттям останніх діючих вугільних енегоблоків, потенціал їх переведення на біомасу є вичерпним. Наразі ще планується подібна операція з ТЕС Лангерло, яка станом на квітень 2016 поки продовжує роботу. Первісно конверсією збирався зайнятись власник станції, енергетичний гігант Eon, проте потім прийняли рішення про продаж об'єкту спеціалізованому інвестору — компанії German Pellets. Остання найближчим часом запускає в експлуатацію другу чергу масштабного проекту з виготовлення деревних пелет в Луізіані (США), що збільшить їх виробництво на 0,582 млн тон на рік, а додаткова продукція буде експортуватись в Європу. Потужність станції Лангерло, як передбачається, зменшиться з 556 до 400 МВт.
Проте електроенергетика на біомасі має шанси на розвиток не тільки як конверсія застарілих вугільних потужностей. Так, планується спорудження ТЕЦ у порту Гента, будівництво якої має розпочатись у 2016, а завершитись через два роки. Електрична потужність становитиме 215 МВт, теплова — 100 МВт (при цьому споживачами теплоенергії будуть промислові підприємства).

### Комунальні відходи
Ще одним видом палива для роботи електростанцій є відходи. Станом на квітень 2016 року на них працюють 14 енергоблоків у складі 11 електростанцій. Загальна їх потужність — 317 МВт — є досить невеликою та не перевищує можливості одного стандартного газового блоку.

### Нафта
У другій половині 20 століття роль електростанцій на нафті стрімко зменшилась. Наразі у Бельгії ще працює кілька об'єктів невеликої потужності, проте їх виведення з експлуатації продовжується. Так, 2015 року закрито електростанцію Monsin (70 МВт) та заплановане закриття станцій Beerse (32 МВт), Turon та Buda (по 18 МВт).

## Когенерація
Когенераційні електростанції не використовують якийсь окремий вид палива, проте є підстави виділити їх із загальної маси хоча б з огляду на увагу бельгійських урядових інституцій до розвитку даного напрямку.
Перша значна ТЕЦ з'явилась у Бельгії ще 1974 року. Парова та газова турбіни, відомі під назвами Langerbrugge 20 та Langerbrugge 30, мали загальну потужність 61 МВт та призначались для забезпечення потреб місцевого паперового комбінату. 
Проте активний розвиток когенерації почався лише у 90-х роках, причому знов таки мова йшла передусім про об'єкти, що мали як базових споживачів теплової енергії великі промислові підприємства. Своїми ТЕЦ обзавелись нафтопереробні заводи, що належали компаніям ESSO (потужність 39 МВт, споруджена у 1993 році) та ВР (43 МВт, 1997),паперові комбінати компаній  Sappi (43 МВт, 1997) та VPK (15 МВт, 1998),завод з виробництва гербіцидів компанії Monsanto (43 МВт, 1998), хімічні концерни Bayer (43 МВт, 1999) і Degussa (так само 43 МВт і 1999),харчові компанії Cargill (22 МВт, 1995) та Syral (48 МВт, 1999), термінал з регазифікації скрапленого газу у Зеєбрюгге Fluxys (41 МВт), виробник фенольної хімії Ineos (23 МВт). Найпотужнішою серед ТЕЦ, започаткованих у 90-х роках, стала станція хімічного концерну Solvey, введена в дію 2000 року в місті  Jemeppe-sur-Sambre. Когенераційний завод комбінованого циклу працював на природному газі та мав потужність 94 МВт.З урахуванням спорудженої у 1993 році Ham-Gent (52 МВт) потужність великих ТЕЦ станом на 2005 рік перевищила 600 МВт. Втім, переваги когенераційних станцій намагались використовувати не лише великі підприємства. Як наслідок, загальна потужність когенерації на цю дату досягла 1500 МВт.
Після запровадження в тому ж 2005 році системи екологічних сертифікатів розвиток когенерації пришвидшився. До 2012 її загальна потужність зросла на 1200 МВт, із них 1100 МВт припало на Фландрію (хоча Валлонія та Брюссель анонсують підтримку когенерації не тільки через сертифікати, але й шляхом інвестицій). При цьому для 60 % потужностей паливом є природний газ, для 24 % відходи та сміття, ще 14 % приходиться на біомасу, тоді як на рідке паливо та вугілля припадає лише по 1 %.
По мірі розвитку когенерації продовжується й спорудження великих ТЕЦ, призначених для покриття потреб промислових підприємств. 2006 року нафтопереробний завод Total Fina ввів в дію найбільшу на той момент бельгійську теплоелектроцентраль, що складалась з 3-х турбін загальною потужністю 129 МВт. Проте вона не довго утримувала першість, оскільки в 2008 сусідній НПЗ компанії ESSO замінив свою збудовану у 90-х роках ТЕЦ на значно більш потужну — 140 МВт, із енергетичною ефективністю 80 %. Інвестиції у цей проект становили 200 млн євро, окрім нафтопереробного заводу він також забезпечує енергією ще дві виробничі площадки ExxonMobil в районі Антверпена.Того ж року концерн Inesco запустив когенераційну станцію, що має повністю покривати потреби хімічного виробництва INEOS Oxide. Потужність цієї ТЕЦ — 135 МВт — лише трошки менше від станції на НПЗ  ESSO і настільки ж більша за відтиснуту на третє місце ТЕЦ НПЗ Total.Нарешті, знов таки у 2008 році спорудив свою станцію завод з виробництва резини компанії Lanxess. Її потужність становила 58 МВт при енергетичній ефективності на рівні 89 %.
Останнім часом цілий ряд проектів у сфері промислової когенерації пов'язаний із заміною вже існуючих потужностей. Так, у 2010 році  паперовий комбінат ENSO Stora замінив споруджені ще у 70-х роках Langerbrugge 20/30 на дві нові парові турбіни загальною потужністю 50 МВт.Через три роки інший паперовий комбінат компанії VPK запустив нове обладнання на своїй ТЕЦ, завдяки чому її потужність зросла з 15 до 25 МВт, а енергетична ефективність становитиме 85 %.У 2015 році слідом за закриттям спорудженої у 90-х роках ТЕЦ  Oud-Lillo хімічний концерн Monsanto ввів в експлуатацію іншу когенераційну станцію, яка при електричній ефективності 31 % має загальну ефективність 93,3 %.Наразі йде також спорудження ТЕЦ Jemeppe-sur-Sambre Solvay-2, що матиме наслідком закриття 94 МВт-ної електростанції Jemeppe-sur-Sambre.Концерн Degussa не став замінювати свою ТЕЦ, а 2007 року перетворив її на станцію комбінованого циклу, додавши парову та ще одну газову турбіни і збільшивши потужність із 43 до 85 МВт.
В той же час, при зниженні потреб базових промислових підприємств у тепловій енергії окремі когенераційні станції можуть закриватись. Зокрема, таке відбулось 2012 року із ТЕЦ на НПЗ компанії BP у Chembel Geel.У 2015 вивели з експлуатації 22 МВТ ТЕЦ Izegem, що обслуговувала завод компанії Cargill.
В цілому, владні інституції Бельгії продовжують політику заохочення когенерації, маючи в планах збільшення її потужностей на 20 % до 2020 року. Частково це планується досягти за рахунок заохочення мікро-когенерації (до 50 кВт) у житловому секторі, якому подвоєно вартість екологічних сертифікатів.

## Гідроенергетика
Рівнинний характер Бельгії зумовлює незначний розмір гідроенергоресурсів, освоєння якого до того ж відбувалось з урахуванням високої господарської освоєності території та уваги суспільства до екологічних аспектів. Тому станом на квітень 2016 в країні працює 11 невеликих гідроелектростанцій загальною потужністю лише 86 МВт. Існуючі плани можливого подальшого розвитку не матимуть серйозного впливу на загальний стан справ. Так, потужність 9 потенційних ГЕС в басейні верхнього Маасу оцінюється на рівні 15 МВт, причому поки розглядаються лише п'ять найбільш ймовірних площадок из дев'яти.  
Разом з тим, гідроенергетика становить 9 % від під'єднаних до загальнонаціональної енергосистеми потужностей, що пояснюється існуванням 3-х гідроакумулюючих електростанцій (ГАЕС). Останні забезпечують енергосистему країни маневровими потужностями, що вкрай важливо для її нормальної роботи в умовах, коли найбільшим виробником електроенергії є атомні станції.
Дві ГАЕС — Coo I (3 турбіни по 158 МВт, загальна потужність 474 МВт) та Coo II (3 турбіни по 230 МВт, загальна потужність 690 МВт) — були споруджені в басейні правого притоку Мааса Урта на річці Амель та її притоці Сормі. Останні наповнюють нижнє водосховище, активний об'єм якого дорівнює сукупному розміру двох верхніх водойм, кожна з яких забезпечує роботу однієї ГАЕС. Станції ввели в дію у 1969 та 1978 роках. Перепад висот, на якому працюють станції, є регульованим та становить від 230 до 275 метрів.Обладнання може перейти від очікування в режим повної потужності за 2,5 хвилини, а для переведення у насосний режим потрібно 7 хвилин.
Третя ГАЕС — Plate Taille — має значно меншу потужність 144 МВт (4 турбіни по 36 МВт). ЇЇ спорудили в басейні лівого притоку Мааса Самбри на річці l'Eau d'Heure. Споруджена на останній дамба утворила нижнє водосховище, яке послужило джерелом заповнення верхньої водойми (озера Тал'є). Протягом 1977 року відбувалось заповнення водосховища l'Eau d'Heure, закачка первісного об'єму до озера Тал'є була виконана у 1980, а запуск ГАЕС припав на 1981 рік. Хоча станція має найменшу потужність серед бельгійських ГАЕС, проте вона окрім виробництва електроенергії виконує іншу важливу місію — накопичення запасів води для підтримки рівня Самбри та Маасу і забезпечення надійного водопостачання промисловості та населення. Тому в вологий період року гідроагрегати перекачують до озера Тал'є більше води, ніж використовується для виробництва електроенергії. В посушливий період відбувається зворотній процес.

## Сонячна енергетика
Розвиток сонячної енергетики в Бельгії розпочався в середині першого десятиліття 21-го століття. Пік встановлень сонячних батарей припав на 2011 рік, коли їхній приріст становив понад 1000 МВт. Надалі динаміка розвитку сектору пішла на спад, і в 2015 році було встановлено лише 53 МВт. В цілому на кінець 2015 потужність сонячної генерації країни досягла 3200 МВт, або майже 20 % від встановленої потужності всієї генерації. Втім, виробництво в тому ж році, хоча й зросло на 7,1 %, становило лише 3,2 млрд кВт-год., або 4 % загального виробництва. Таким чином, коефіцієнт використання встановленої потужності у бельгійській сонячні енергетиці становить близько 11 % (для порівняння, навіть у наземних вітроелектростанцій він знаходиться на рівні 15-20 %, а у офшорних — 30-35 %).
Із зрозумілих причин, встановлення сонячних батарей передусім пов'язане із сектором домогосподарств. Із 368,5 тисяч об'єктів 98 % становлять житлові будинки, при цьому на них припадає 60 % потужностей. В 2015 році сонячна генерація забезпечила 19 % електроенергії, спожитої домогосподарствами.
Серед регіонів Бельгії найбільший розвиток сонячна електроенергетика отримала у Фландрії (72 % потужностей країни), тоді як на Валлонію припадає 26 %, а на столицю Брюссель — лише 1,5 %.